# Saw II: Flesh & Blood
Saw II: Flesh & Blood é um jogo eletrônico de survival horror em  terceira pessoa desenvolvido pela Zombie Studios e publicado pela Konami para a Xbox 360 e PlayStation 3 . É a sequência de Saw: O Vídeogame, de 2009, os quais são baseados no mesmo universo ficcional como os filmes Jogos Mortais. Foi lançado em 19 de outubro de 2010, para coincidir com o lançamento do sétimo filme, Saw 3D, uma semana depois.
Saw II começa logo após os eventos do primeiro jogo e está situado entre o primeiro e o segundo filme. Possui o filho de David Tapp, Michael , como o novo protagonista enquanto ele procura por pistas por trás da morte de seu pai. Ao fazê-lo, Michael torna-se um alvo do assassino Jigsaw e sua aprendiz misteriosa. O jogo tecnicamente se expande do jogo anterior e também faz uso do motor gráfico Unreal Engine 3. Tais melhorias jogo incluem a capacidade de usar o meio ambiente para lutar contra os inimigos e o sistema de combate totalmente refeito, com base em tempos de resposta rápida e técnicas de defesa.
Após a liberação de Flesh & Blood, recebeu diversas opiniões negativas e inferiores quanto a recepção do primeiro jogo. Os críticos observaram uma história melhor, mas não gostaram do novo sistema de combate, sentindo que o jogo perdeu a emoção e o suspense.